# Papilio grosesmithi
Papilio grosesmithi är en fjärilsart som beskrevs av Rothschild 1926. Papilio grosesmithi ingår i släktet Papilio och familjen riddarfjärilar. IUCN kategoriserar arten globalt som nära hotad. Inga underarter finns listade i Catalogue of Life.